# برينداكيت (ساها)
برينداكيت (بالروسية: Бриндакит) هي مدينة في جمهورية ياقوتيا في روسيا.
يبلغ عدد سكانها حوالي 5 نسمة.